# Henri-Frédéric Schopin

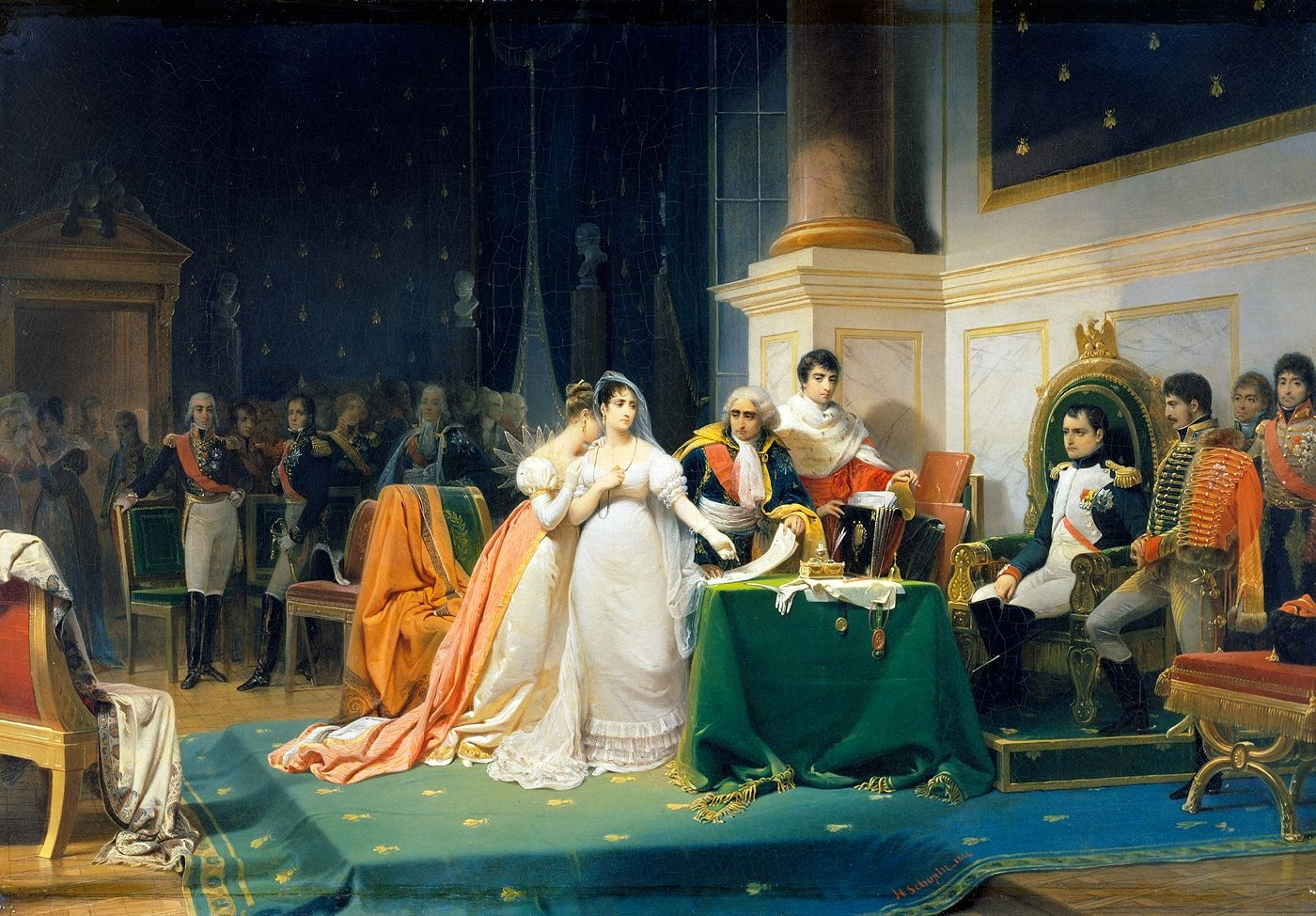
Skilsmässan från kejsarinnan Joséphine de Beauharnais den 15 december 1809, Wallace Collection, London.

Henri-Frédéric Schopin, född 12 juni 1804 i Lübeck i Schleswig-Holstein, död 21 oktober 1880 i Montigny-sur-Loing i Frankrike, var vinnaren av Prix de Rome för en målning utförd 1831.
Henri-Frédéric Schopin var elev till Antoine-Jean Gros från 1821 till 1831, och samtidigt följde han kurser vid Konsthögskolan i Paris, École des beaux-arts, och fick det första stora priset i Rom, Prix de Rome. Det var ett stipendium för konststudenter instiftat i Frankrike 1663 av Ludvig XIV. Priset som administrerades av Académie royale de peinture et de sculpture (Kungliga akademien för måleri och skulptur) var öppet för dess studenter. Vinnaren erhöll uppehälle i Palazzo Mancini i Rom på den franske kungens bekostnad. Under sin vistelse i Rom förberedde han omsorgsfullt sin tidiga utställning och ställde ut vid Parissalongen 1835 med fyra viktiga verk. I dessa produktioner bröt eleverna med den antika traditionen på kejserliga skolan. Samtidigt som han är elegant och harmonisk, är Schopin aldrig vanlig. Han har en viss popularitet som genremålare och många av hans verk graverades av Jean-Pierre Jazet.